# Hermann Schneider (Intendant)

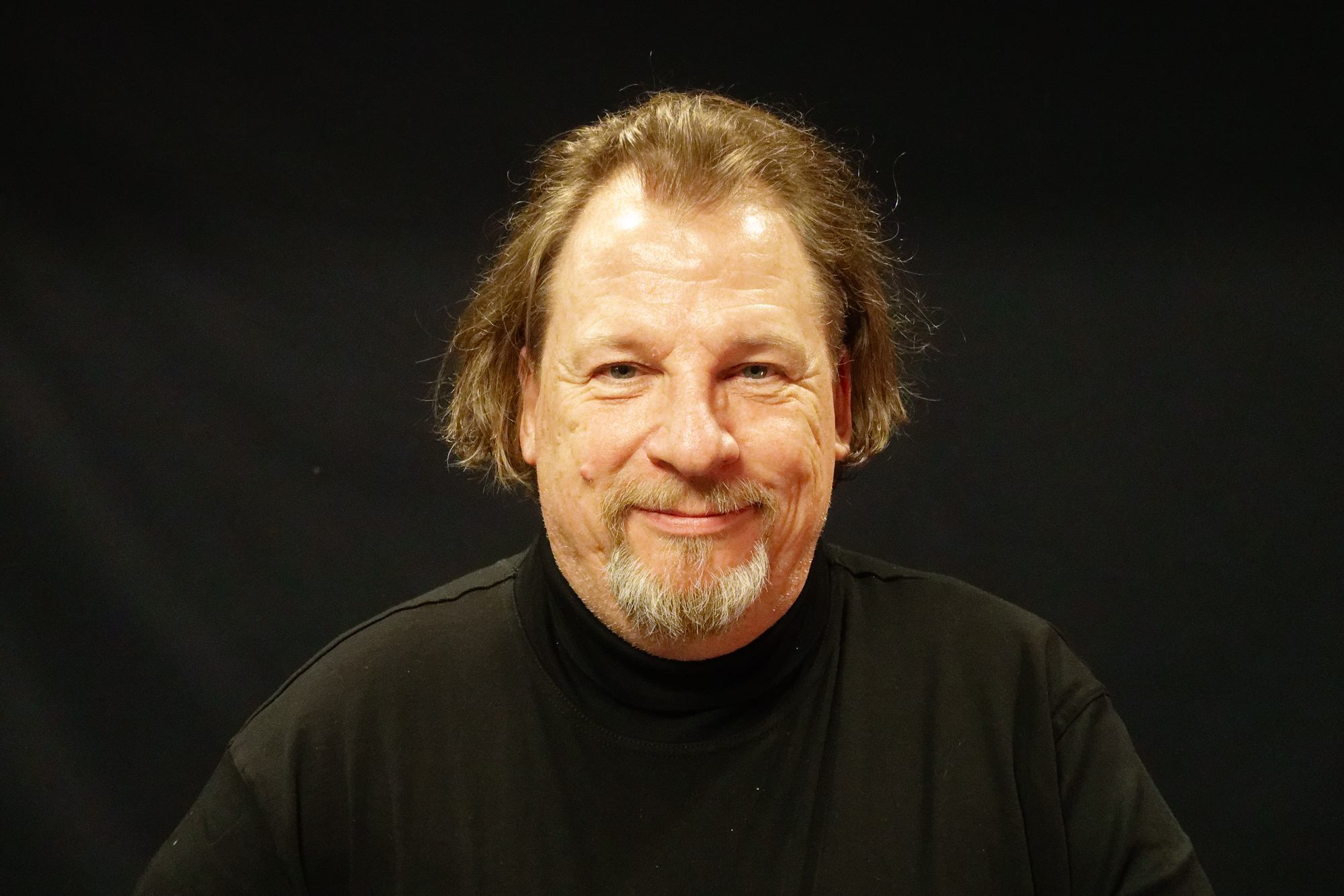
Schneider Hermann (2023)

Hermann Schneider (* 31. Juli 1962 in Köln) ist ein deutscher Musik- und Theaterwissenschaftler und Theaterintendant und Regisseur.

## Leben und Wirken
Hermann Schneider studierte Germanistik, Philosophie, Musik- und Theaterwissenschaften in Tübingen und München; einen Abschluss als Mag. art. machte er 1987.
Von 1987 bis 1991 war er als Regieassistent und Spielleiter am Stadttheater Aachen engagiert und dort seit 1990 auch Opernregisseur. Von 1993 bis 1995 war er Chefdramaturg, Regisseur und Intendant am Theater Eisenach. Von 1996 bis 2001 leitete er das Studio der Deutschen Oper am Rhein in Düsseldorf und Duisburg. Schneider wurde 2001 Professor und Leiter der Opernschule der Hochschule für Musik Franz Liszt in Weimar. Von 2004 bis 2015 war er Intendant des Mainfranken-Theaters in Würzburg. Seit 2016 ist er Intendant des Landestheaters Linz.
Weiters ist Schneider auch als Librettist tätig. So schrieb er das Libretto der 2010 uraufgeführten Oper Die andere Seite von Michael Obst über den gleichnamigen Roman von Alfred Kubin.